# Zoom (czasopismo)
Zoom – periodyk poruszający tematykę fotografii cyfrowej oraz sprzętu fotograficznego i wideo. Wydawany w latach 2004-2011 przez wydawnictwo IDG Poland SA.